# Pavlohrad (huyện)
Pavlohrad (tiếng Ukraina: Павлоградський район, chuyển tự: Pavlohrads'kyi raion) là một huyện của tỉnh Dnipropetrovsk thuộc Ukraina. Huyện Pavlohrad có diện tích 1451 km², dân số theo điều tra dân số ngày 5 tháng 12 năm 2001 là 32.672 người với mật độ 23 người/km². Trung tâm huyện nằm ở Pavlohrad.